# Vladímir Malàkhov (escaquista)
Vladímir Naílievitx Malàkhov (en rus: Влади́мир Наи́льевич Мала́хов, nascut el 27 de novembre de 1980) és un jugador d'escacs rus, que té el títol de Gran Mestre, tot i que no es dedica als escacs professionalment, sinó que treballa com a físic.
A la llista d'Elo de la FIDE de l'octubre de 2020, hi tenia un Elo de 2667 punts, cosa que en feia el jugador número 17 (en actiu) de Rússia, i el 70è millor jugador del rànquing mundial. El seu màxim Elo va ser de 2732 punts, a la llista de juliol de 2010 (posició 18 al rànquing mundial).

## Resultats destacats en competició
Va començar a destacar ja de ben jove. El 1993, fou Campió del món Sub-14, a Bratislava. El 2002, va guanyar una partida a Vassili Ivantxuk, en aquell moment un dels millors jugadors del món. El 2003, Malàkhov fou subcampió absolut d'Europa, a Istanbul, rere el georgià Zurab Azmaiparaixvili. El 2004 participà en el II Matx Rússia-Xina, a Moscou, com a tercer tauler de l'equip rus, i hi feu 3/6 punts. També va participar en el Campionat del món de 2004, en què va arribar a la segona ronda, on fou eliminat pel cubà Leinier Domínguez.
Va acabar al top 10 a la Copa del món de 2005, cosa que el classificà com a candidat per al Campionat del món de 2007, que es jugà entre maig i juny de 2007. Fou eliminat a la primera ronda, en perdre el seu matx contra Aleksandr Grisxuk per 3½-1½.
El 2007 empatà als llocs 3r-9è amb Pàvel Smirnov, Dmitri Svetuşkin, Ievgueni Vorobiov, Murtas Kajgalíev, Vladímir Dobrov i Aleksei Aleksàndrov al 3r Obert de Moscou. També el 2007, guanyà el fort III "Torneig de les estrelles" dins el sisè Festival Internacional d'escacs de Benidorm El 2008, empatà al segon lloc amb Paco Vallejo, rere Krishnan Sasikiran, a la 18a edició del Torneig Internacional de Pamplona.
El 2009, va assolir les semifinals de la Copa del món de 2009. El mateix any, Malàkhov fou per segon cop subcampió absolut d'Europa, a Budva, rere Ievgueni Tomaixevski.
Fou membre de l'equip rus que guanyà la medalla d'or al Campionat del món d'escacs per equips de 2009, celebrat a Bursa, on, com a primer suplent, va puntuar un 71,4% (+3 =4 -0), i va guanyar a més la medalla d'or individual al seu tauler. A la Copa del món de 2009 (un torneig amb 128 participants), va arribar a les semifinals, on fou batut per Ruslan Ponomariov, però obtingué un premi de 50.000 USD. El desembre de 2009 va vèncer a Varsòvia, amb 11,5/13, el 9è Amplico Life International Tournament, vàlid com a campionat europeu de partides ràpides, guanyant a la final l'espanyol Aleksei Xírov.
El juny de 2010, va participar en el "IV Masters Ruy Lopez", un Categoria XIV disputat a Villafranca de los Barros, i hi acabà tercer, rere Ivan Txeparínov i Fabiano Caruana.
Entre l'agost i el setembre de 2011 participà en la Copa del món de 2011, a Khanti-Mansisk, un torneig del cicle classificatori pel Campionat del món de 2013, i hi va tenir una molt mala actuació; fou eliminat en primera ronda per Rubén Felgaer (1½-2½).
El març de 2012 fou 3r al Campionat d'Europa absolut, a Plòvdiv (Bulgària), rere el campió Dmitri Iakovenko, Laurent Fressinet (2n).
L'agost de 2013 participà en la Copa del Món de 2013, on va tenir una actuació regular, i arribà a la tercera ronda, on fou eliminat per Fabiano Caruana 1-3.

## Partida destacada
- Vladimir Malakhov vs Vassily Ivanchuk, FIDE World Cup-A 2002, defensa eslava, variant del canvi (D14): Malàkhov derrota Vassil Ivantxuk durant la Copa del món de la FIDE de 2002.